# チュー・フイ・マン
チュー・フイ・マン（ベトナム語：Chu Huy Mân / 朱輝珉、1913年3月17日 - 2006年7月1日）は、ベトナムの軍人、政治家。ベトナム共産党政治局員、ベトナム人民軍政治総局主任、国家評議会副議長を歴任。最終階級は大将。

## 経歴
実名はチュー・ヴァン・ジエウ (Chu Văn Điều) で、1913年、フングエン府イェンチュオン総イェンルウ社（現在は、ゲアン省ヴィン市フンホア社に属す）で生まれた。
彼は1929年に革命運動に参加し、1930年にインドシナ共産党に加入した。ゲティン・ソビエトが沸き立つ中、彼は赤色自衛隊に参加して社自衛隊副隊長となり、その後は社支部書記（1933年）、ゲアン省フングエン県県委員会分書記（1936年）を務めた。
1935年5月、彼は名をチュー・フイ・マンと変えた。その上、ヴー・チャン (Vũ Chân)、レ・テ・ミー (Lê Thế Mỹ)、チャン・タイン・ラク (Trần Thanh Lạc)、ハイ・マイン (Hai Mạnh) のような、いくつかの暗号名も用いた。
1937から1940年、彼はフランス植民当局により何度も逮捕されてヴィンの牢獄に拘禁され、1940年にはコントゥム省のダクライに、その後は同省ダクトーに連行・拘禁された。1943年には脱獄して革命活動を継続し、クアンナム省ベトミン支部およびクアンナム省委員会に参加し、その後クアンナム省委員会副書記に任ぜられた。

### インドシナ戦争期
1945年にベトミンが政権を獲得した後、彼は軍隊に入隊してクアンナム省隊政治員となり、その後は中部4省軍政委員会主席、党検査委員会委員長を歴任。
1947年夏、彼は第72バックカン連隊連隊長兼連隊党委員会書記となり、ヴェトバック軍区委員会委員に加わった。翌1948年夏には、第74カオバン連隊連隊長兼連隊党委員会書記、連隊政治委員に任命。後に第174カオ＝バック＝ラン連隊連隊長兼連隊党委員会書記となり、1950年の国境戦役で活躍。
1951年5月、彼は第316大団副政治委員、その後は同政治委員、第316大団党委員会書記を務め、1954年のディエンビエンフーの戦いに参加した。

### ラオス支援任務
ジュネーヴ協定の締結によりフランス軍が撤退すると、チュー・フイ・マンは1954年8月に在ラオス・ベトナム軍事顧問団（第100団）団長兼党委員会書記に任命される。暗号名ヴー・チャン (Vũ Chân) の名で活動し、ラオスの革命支援、軍隊組織化のための顧問・専門家を統括した。1955年3月9日、ラオス派遣部隊が「ラオス幹事会」として再編されると、幹事会委員を兼ねた。
1957年には第4軍区政治委員、1958年に西北軍区政治委員兼西北区委員会書記となった。1958年、少将の階級を授与される。
1960年9月、ベトナム労働党第3回党大会において党中央委員に選出。同時期にラオス内戦が再燃すると、9月26日から30日にかけてパテート・ラーオ軍＝ベトナム軍連合によりサムヌアを解放。その後も、プーミ・ノーサバン将軍が率いる右派政府軍との戦いを支援した。
1961年、第4軍区司令官兼政治委員、党委員会書記に任命。

### ベトナム戦争期
1964年には中部の第5軍区政治委員（1964年-1965年）に任命。1965年8月、B3地区（タイグエン戦線）司令官兼政治委員、党委員会書記に任命され、プライメの戦い（chiến dịch Plây Me, 1965年）及びサタイの戦い（chiến dịch Sa Thầy, 1966年）を指揮した。
1967年から1975年、第5軍区司令官、軍区党委員会副書記。1974年、上将に特進。1975年3月25日、レ・チョン・タン中将を司令官とするクアンダ戦線司令部政治委員に任命され、フエ＝ダナン戦役を指導し、3月29日にダナンを攻略した。

### 戦後
1975年から1976年までは、引続き第5軍区司令官兼政治委員、党委員会書記を務めた。
1976年のベトナム共産党（労働党から改名）第4回党大会において党中央委員および党政治局員に選出され、党序列第14位となる。さらに、中央軍事党委員会副書記、中央軍事党委員会監査に任命。
1977年からはベトナム人民軍政治総局主任を務め、ラオス革命の支援工作を担当する。1980年、大将に昇格。
1981年7月4日、第7期国会第1回会議において国家主席制が廃止され新たに国家評議会が創設されると、国家評議会副議長（1981年-1986年）に選出された。
1982年3月の第5回党大会において政治局員に再選出され、序列第8位に昇格した。
しかし1986年、軍内部におけるレ・ズアン体制への批判から、人民軍党支部大会において次期党大会に出席する軍代表に落選してしまう。これにより、同年12月の第6回党大会において中央委員および政治局員からの退任に追い込まれた。同年、国家評議会副議長を解任。翌1987年2月16日、政治総局主任を解任された。
2006年7月1日、ハノイの第108軍中央病院でにおいて死去した。
第2、6、7期国会議員。

## 顕彰
金星勲章、ホーチミン勲章、一等軍功勲章、その他多くの勲章を国家より授与された。2000年、「党70周年記章」を贈呈。